# 우종갑
우종갑(禹鍾甲, 1916년 ~ 2014년 9월 18일))은 대한민국의 작곡가이다. 강원도 강릉에서 태어났다. 1932년에 일본 데이코쿠(帝國) 고등음악학교를 졸업하였다. 1941년에 일본 마이니치 신문사가 주최하는 전 일본 음악콩쿠르 관현악 부문에서 2위로 입상하였다. 1942년에는 동 대회 관현악 부문에서 1위로 입상하였다. 모로이 사부로(諸井三郞), 이케노치 도모지로(池內友次郞)를 사사하였다. 1955년에는 TBS 작곡상 특상을 받았다. 그의 작품으로는 〈관현악을 위한 2악장〉, 〈교향관현악을 위한 3악장〉 등이 있고 관현악을 위한 음악 〈가람〉(伽藍)과 관현악을 위한 3장 〈창경〉(昌慶) 등이 있다.